# Чентрале (Асколи Пичено)
Чентрале (итал. Centrale) насеље је у Италији у округу Асколи Пичено, региону Марке.
Према процени из 2011. у насељу је живело 321 становника. Насеље се налази на надморској висини од 358 м.